# Guatteria tomentosa
Guatteria tomentosa é uma espécie de magnólia. Foi descrito pela primeira vez por Henry Hurd Rusby .  Guatteria tomentosa pertence ao gênero Guatteria, e à família Annonaceae. Não existe esse tipo listado.